# Nika Vetrih
Nika Vetrih, slovenska smučarska skakalka, * 17. december 2003.
Vetrih je nekdanja članica kluba SSK Velenje. Leta 2023 je v Whistlerju osvojila srebrno medaljo na ekipni tekmi svetovnega mladinskega prvenstva, leta 2021 v Lahtiju pa bronasto. V kontinentalnem pokalu je prvič nastopila 8. avgusta 2019 v Szczyrkju in zasedla 31. mesto, 12. decembra 2021 se je na tekmi v Vikersundu prvič uvrstila na stopničke s tretjim mestom. 24. januarja 2021 je debitirala v svetovnem pokalu na tekmi na Ljubnem s 35. mestom, prve točke pa je osvojila 31. decembra 2022 s 30. mestom na istem prizorišču. Po sezoni 2022/23 je končala kariero.